# Herbert Biberman
Herbert J. Biberman (Filadèlfia, 4 de març de 1900 − Nova York, 30 de juny de 1971) va ser un guionista i director de cinema. Més conegut per haver estat un de Els Deu de Hollywood, així com a la direcció de Sal de la Terra, una pel·lícula de 1954 sobre una vaga de miners de zinc al comtat de Grant County, Nou Mèxic.
Nascut a Filadèlfia fill de Josep i Eva Biberman. Va escriure pel·lícules com El rei del barri xinès, quan arribi el demà, Acció a Aràbia, la raça superior, i Nova Orleans, així com dirigir pel·lícules com One Way Ticket, Meet Nero Wolfe, i la raça superior. Es va casar amb l'actriu Gale Sondergaard el 1930, el matrimoni va durar fins a la mort de Biberman.
El 1947, la Cambra Comissió d'Activitats Antiamericanes d'Amèrica va començar a investigar la indústria cinematogràfica, i Biberman va convertir-se en un dels deu escriptors i directors dels deu de Hollywood citats per desacatament al Congrés, quan es van negar a respondre preguntes sobre la seva afiliació del Partit Comunista dels EUA.
Biberman i els seus companys van anar a la presó per les seves conviccions, Biberman durant sis mesos. Dmytryk en última instància, cooperar amb el comitè de la Cambra, però Biberman i els altres van ser la llista negra d'oficials caps d'estudi de cinema de Hollywood.
Biberman es va posar a treballar de forma independent després de la seva sortida de la presó. El resultat va ser la sal de la Terra, un relat novel·lesc de la vaga dels miners del comtat de Grant 'escrit per Michael Wilson i produïda per Paul Jarrico, cap dels quals eren membres dels "Deu", però tots dos van ser inclosos en llistes negres també. Sal de la Terra ha estat considerat com "culturalment significativa" per la Biblioteca del Congrés dels Estats Units i seleccionada per a la seva preservació al National Film Registry. La pel·lícula també ha estat conservada pel Museu d'Art Modern de Nova York. Wilson, un dels guionistes que van treballar a la llista negra amb noms falsos, més tard va guanyar un Oscar per un guió que ell va escriure sota un pseudònim, el pont sobre el riu Kwai.
Herbert Biberman va morir de càncer d'ossos el 1971 a Nova York. Fou membre dels Deu de Hollywood, una pel·lícula de 2000 que relata la seva llista negra i la fabricació de sal de la terra des del punt de vista de Biberman, va protagonitzar Jeff Goldblum com Biberman i Greta Scacchi de Gale Sondergaard. Els crèdits de la pel·lícula de clausura van assenyalar que Biberman mai havia estat remogut de la llista negra formalment.

## Filmografia[1]
| Any  | Film                | Paper                | Notes                  |
| ---- | ------------------- | -------------------- | ---------------------- |
| 1935 | Eight Bells         | director diàlegs     |                        |
| 1935 | One-Way Ticket      | Director             | com Herbert Biberman   |
| 1936 | Meet Nero Wolfe     | Director             |                        |
| 1939 | King of Chinatown   | guionista            |                        |
| 1939 | When Tomorrow Comes | guionista            | (no surt als crèdits)  |
| 1944 | Action in Arabia    | guionista            | (com Herbert Biberman) |
| 1944 | The Master Race     | guionista, Director  |                        |
| 1944 | Together Again      | guionista            | (as Herbert Biberman)  |
| 1946 | Abilene Town        | productor            |                        |
| 1947 | New Orleans         | guionista, productor |                        |
| 1950 | The Hollywood Ten   | ell mateix           | (no surt als crèdits)  |
| 1954 | Salt of the Earth   | Director             |                        |
| 1969 | Slaves              | guionista, Director  |                        |